# 安場保健

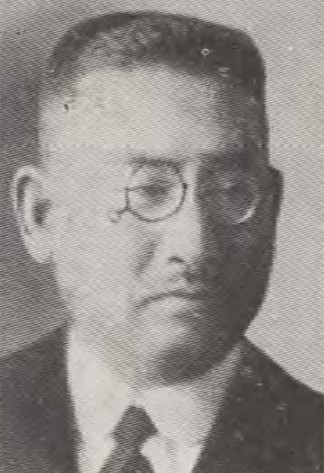
安場保健

安場 保健（やすば やすたけ、1888年（明治21年）6月18日 - 1944年（昭和19年）2月3日）は、大正から昭和期の実業家、電気技術者、政治家、華族。貴族院男爵議員。

## 経歴
実業家・安場末喜の長男として生まれた。父の死去に伴い、1930年（昭和5年）4月15日、男爵を襲爵した。
1913年（大正2年）7月、東京帝国大学工科大学電気工学科を卒業。同年、芝浦製作所に入社。その後、東洋電気製作所取締役、東京金鋼技術顧問、東京港運社長、芝浦運輸社長、東亜印刷監査役などを務めた。
1934年（昭和9年）2月15日、貴族院男爵議員補欠選挙で当選し、公正会に所属して死去するまで2期在任した。その他、逓信省委員、運輸通信省委員などを務めた。

## 親族
- 妻：輝子（田健治郎二女）[1]
- 長男：保雅（男爵）[1]。観世流の能楽をおさめ名誉師範となった[9]。
- 二女：美代子（松岡康光夫人）[1]
- 弟：安場保雄（海軍中将）、村田保定（弁護士・貴族院男爵議員）、安場保国（山陽パルプ副社長、子に安場保吉）[10]
- 義兄弟（姉妹の夫）：富永敏麿（矢野二郎の甥、工学士）、清野謙次（医学博士）、平野義太郎（法学博士）[10]